# Perlini
Perlini SpA — итальянский производитель карьерных самосвалов, основанный в 1957 году. Штаб-квартира компании находится в городе Сан-Бонифацио, Италия.

## История
Фирма Роберто Перлини по производству строительных механизмов (итал. Officine Meccaniche Construzioni Roberto Perlini), выпускавшая простые транспортеры для перегрузки сыпучих материалов, в 1961 году заявила о создании гаммы тяжелых строительных и карьерных самосвалов. Первым появился 20-тонный «Т20», за которым до 1968 года последовали модели грузоподъемностью 15, 25, 32 и 40 т. Они оснащались дизелями Fiat или американскими «Детройт Дизель» (Detroit Diesel) и «Камминс» (Cummins) мощностью от 210 до 440 л. с., 5- и 6-ступенчатыми механическими или полуавтоматическими коробками передач, резиновой или гидропневматической подвеской всех колес и 1-местной кабиной. При полной массе 25~67 т их максимальная скорость составляла 45—70 км/ч. В конце 70-х и начале 80-х годов к ним добавились самосвалы «DP255», «DP405», «DP705» и «DP905» грузоподъемностью 55 и 90 т.
Последняя модель с 40-кубовым кузовом полной массой 154 т стала одной из самых крупных машин западноевропейского производства. На ней использовали моторы «Камминс» или «Детройт Дизель» мощностью 1000 л. с., автоматическую коробку передач, колесные планетарные редукторы, гидропневматическую подвеску всех колес с дисковыми тормозами. За первые 10 лет на «Перлини» изготовили 1500 самосвалов, а до 1982 года — 2500 штук. Сокращение объёмов крупного строительства в 80-е годы привело к падению спроса на такие машины, и фирма переключилась на шасси для строительства и пожарной охраны. Наибольший успех имели шасси «605D» (4×4) аэродромных пожарных машин полной массой 30 т с мотором «Детройт Дизель» в 530 л. с. заднего расположения и автоматической коробкой передач «Эллисон». С места до скорости 80 км/ч они разгонялись за 45 с. Аналогичные шасси «105F», соответственно доработанные и оснащенные, в период 1990—94 гг. неоднократно побеждали в престижных ралли-марафонах Париж-Дакар и Париж-Москва-Пекин. С 1990 года «Перлини» предлагает капотный самосвал «131-33» (6×6) полной массой 33 т с 304-сильным дизелем Iveco и кузовами емкостью 12—13 м3. Он имеет независимую гидропневматическую подвеску, задние ведущие и управляемые колеса, односкатные широкопрофильные шины и дисковые тормоза.